# 차보성
차율은 대한민국의 배우이다.

## 작품 활동

### 드라마
- 2023년 TVING 《플레이, 플리》... 성태 역
- 2020년 JTBC 《런 온》... 아토즈 리더 루시안 역
- 2018년 JTBC 《내 아이디는 강남미인》 ... 예준 역
- 2017년 TVN 《모두의 연애》 ... 시아팀원 역
- 2017년 JTBC 《맨투맨》 ... 단골가게종업원 역
- 2016년 KBS1 《장영실》 ... 성삼문 역
- 2016년 JTBC 《청춘시대》 ... 소개팅남 역
- 2015년 TVN 《두번째 스무살》 ... 학부대표 역
- 2015년 TVN 《초인시대》 ... 이사장아들 역

### 영화
- 2016년 《검사외전》 ... 꽃미남시위대원 역
- 2016년 《4등》 ... 아시아선수권동메달 역
- 2015년 《돌연변이》 ... 세자 역
- 2015년 《시호: 치유의 꽃》 ... 호스트 역
- 2015년 《나인틴-쉿 상상금지》 ... 영탁 역

### 웹드라마
- 2019년 트라메스튜디오 《고양이바텐더》 ... 별이 역
- 2019년 바닐라씨 《어바웃유스》 ... 한지수 역
- 2018년 다다스튜디오《고양이의 맛》 ... 별이 역
- 2018년 플레이리스트《연애포차》 ... 한재혁 역

### 뮤직비디오
- 2015년 문명진-《Excuse me》 (feat.로꼬)

### 광고
- AHC, 연애포차X스페리, 아이온, 라파젠파우더, SBS캠페인 ‘희망국가대표’편, 해전1942, 두루누리 사회보험, 공정거래조정원, 해피머니상품권, 영국문화원, GS25 설선물 ‘결벌설’, ‘음모설’편, 갤럭시C7, 유안타증권, 피망포커, kobaco ‘환경 보호’편, 갤럭시S6, LG유플러스, 페이나우, 비타500, 비타500 2, 알톤스포츠, 경주월드, 베스킨라빈스 ... 외 다수